# ドミトリー・ドンスコイ (装甲巡洋艦)
|                    | |
| 艦歴               | |
| 発注               | ニューアドミラリティ造船所 |
| 起工               | 1880年 |
| 進水               | 1883年8月18日 |
| 就役               | 1886年8月1日 |
| 退役               | |
| その後             | 1905年5月29日、日本海海戦において自沈 |
| 除籍               | |
| 前級               | ウラジミール・モノマフ |
| 次級               | アドミラル・ナヒモフ |
| 性能諸元（竣工時） | |
| 排水量             | 常備：5,683トン 満載：5,800トン |
| 全長               | 92.96m |
| 全幅               | 15.85m |
| 吃水               | 7.0m |
| 機関               | 型式不明石炭専焼円缶6基 +レシプロ機関1基1軸推進 （1895年に三段膨張型三気筒レシプロ機関2基2軸推進に更新） |
| 最大出力           | 7,000hp（機関航行時） （1895年：7,360hp） |
| 最大速力           | 16.0ノット（機関航行時） （1895年：16.2ノット） |
| 航続距離           | 10ノット/6,000海里 |
| 燃料               | 石炭:850トン （（1895年：850+140トン） |
| 乗員               | 将官・士官：23名 水兵：492名 （1895年：490名） |
| 兵装               | 1880年: 20.3cm（30口径）単装砲2基 1863年型 15.24cm（28口径）単装砲14基 1865年 8.6cm（24口径）単装砲 オチキス 4.7cm（23口径）機砲4基 オチキス 1879年型 3.7cm（23口径）機砲4基 1861年型 13mm機関銃1基 1880年型 6.4cm（19口径）単装砲2基 38.1cm水上魚雷発射管単装6基 1895年： 1892年型 15.2cm（45口径）単装砲6基 1892年型 12cm（45口径）単装砲10基 オチキス 1888年型 4.7cm（43口径）機砲8基 オチキス 1879年型 3.7cm（23口径）機砲10基 1880年型 6.4cm（19口径）単装砲2基 38.1cm水上魚雷発射管単装6基 1902年： 1892年型 15.2cm（45口径）単装砲6基 1892年型 12cm（45口径）単装砲4基 1892年型 7.5cm（50口径）単装速射砲6基 オチキス 1888年型 4.7cm（43口径）機砲8基 オチキス 1879年型 3.7cm（23口径）機砲10基 1880年型 6.4cm（19口径）単装砲2基 38.1cm水上魚雷発射管単装6基 |
| 装甲（鉄製）       | 舷側：230mm（最大厚）、121mm（艦首尾部） ボックスシタデル：102mm（壁面）、50～76mm（天蓋） |

ドミトリー・ドンスコイ (Дмитрий Донской, Dmitri Donskoi) は、ロシア帝国海軍の装甲巡洋艦。「ヴラジーミル・モノマフ」の準同型艦。当初は半装甲フリゲートに類別されたが、後に一等巡洋艦に変更された。艦名は、モスクワ大公のドミートリー・ドンスコイに由来する。

## 艦形

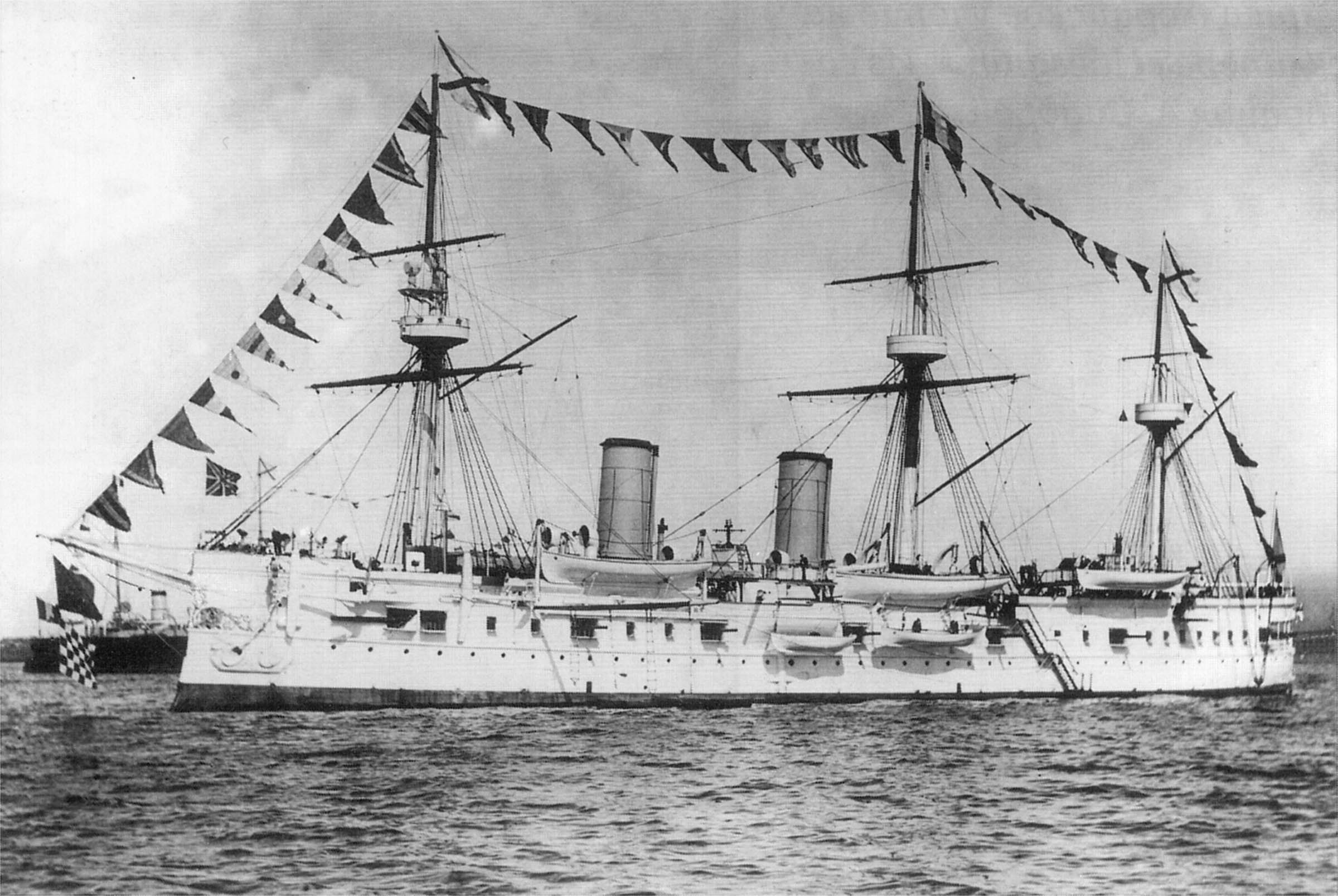
写真は近代化改装後のドミトリー・ドンスコイ。

本艦の基本構造は平甲板型船体に3本のマストと2本煙突を持つ装甲フリゲートで、艦首水面下に衝角を持ち、船体中央部に船橋を持つ。艦橋の背後には2本煙突が立ち、船体中央部の砲郭（ケースメイト）部に主武装を左右均等に配置していた。
1894 - 1895年には近代化改装が施され、機関を強化して帆走設備を撤去し、マスト上に3.7cm - 4.7cmクラスの速射砲を配置した見張り所を設けた。

## 艦歴
起工は1881年5月21日とされ、また1880年9月22日建造開始とするものもある。1883年8月30日進水。1884年8月に公試が開始され、1885年初めに正式に竣工した。
「ドミトリー・ドンスコイ」は1885年8月8日にクロンシュタットより出航して地中海へ向かった。地中海では1887年2月まで活動し、それから太平洋へ向かう。ポートサイドに3月6日に到着、5月19日に長崎に着き、7月20日にウラジオストクに到着した。1887年10月12日にアムール湾で座礁したが、翌日離礁し、損傷は軽微であった。「ドミトリー・ドンスコイ」は1889年1月20日に長崎より出航し、6月12日にクロンシュタットに戻った。
1892年2月13日、一等巡洋艦に類別変更。
1892年10月3日、地中海へ向け出発。ギリシャ水域にしばらくとどまった後ウラジオストクへ向かい、6月29日に到着した。
1893年、「ドミトリー・ドンスコイ」は「ゲネラール＝アドミラール」、「Rynda」とともにシカゴ万国博覧会の際の観艦式に参加する。「ドミトリー・ドンスコイ」はアルジェを経て4月25日にニューヨークに到着して27日に観艦式に参加し、それからフィラデルフィア、ボストン、ニューポートを訪れた。9月、「ドミトリー・ドンスコイ」はクロンシュタットに戻った。
1895年11月10日、クロンシュタットより太平洋へ向かう。1900年の義和団事件の際は大沽へ向かった。「ドミトリー・ドンスコイ」は11月に旅順に戻り、同年末には本国への帰還命令を受けた。
1903年10月、「ドミトリー・ドンスコイ」はクロンシュタットを出発して地中海へ向かう。その後「ドミトリー・ドンスコイ」などは旅順へ派遣されることになったが、紅海で日露戦争勃発を迎え、3月にバルト海への帰還が命じられた。
「ドミトリー・ドンスコイ」は第2太平洋艦隊に加えられて1904年10月15日にリバウを出発し、1905年5月の日本海海戦で日本海軍と戦う。27日の昼戦では「ドミトリー・ドンスコイ」は大きな被害は受けず、夜間の日本駆逐艦及び水雷艇による襲撃でも被害はなかった。夜、「ドミトリー・ドンスコイ」ではウラジオストクへ向かうことに決した。
28日の夜明け後、「ドミトリー・ドンスコイ」は駆逐艦「ベドウイ」、「グローズヌイ」、次いで駆逐艦「ブイヌイ」と合流した。「ブイヌイ」には負傷したロジェストヴェンスキー提督が乗っており、「ドミトリー・ドンスコイ」はロジェストヴェンスキーを収容しようとしたが、ロジェストヴェンスキーは「ベドウイ」へ移ることにしたためカッターを派遣してロジェストヴェンスキーおよびその幕僚を「ベドウイ」へ移譲させた。その後「ドミトリー・ドンスコイ」は「ベドウイ」、「グローズヌイ」とは別れ、「ブイヌイ」とともにウラジオストクを目指したが、「ブイヌイ」は汽缶破損のため続航不可能となったため、「ドミトリー・ドンスコイ」はその乗員及び同艦に収容されていた戦艦「オスラービヤ」の生存者を収容のうえ、砲撃で「ブイヌイ」を処分した。
28日午後、「ドミトリー・ドンスコイ」は日本の第四戦隊（浪速、高千穂、明石、対馬）および「音羽」、「新高」と遭遇し、その追撃を受けて被害を出しながら鬱陵島へ向かった。「ドミトリー・ドンスコイ」は「浪速」と「音羽」に命中弾各1発を与えた。第四戦隊および「音羽」と「新高」が被弾や日没のため攻撃を止めると、続いて第三駆逐隊（朧、曙、電）と「吹雪」が雷撃を行ったが外れ、「吹雪」は煙突に被弾した。
「ドミトリー・ドンスコイ」は鬱陵島東岸沖に碇泊し、乗員らは島に上陸。それから「ドミトリー・ドンスコイ」は自沈した。
29日朝、放棄されている「ドミトリー・ドンスコイ」を発見した日本側は捕獲を試みたが、捕獲員がたどり着く前に「ドミトリー・ドンスコイ」は沈没した。鬱陵島に上陸した「ドミトリー・ドンスコイ」乗員らは「春日」と「吹雪」に収容された。

## 引き揚げ計画
1916年、日本側が引き揚げ事業を計画したが頓挫。第二次世界大戦後の韓国でも1981年にトジン実業が、1998年からは倒産寸前の東亜建設が引き揚げを計画したが実現しなかった。
2018年7月15日、韓国の建設・海運業者シニルグループは、鬱陵邑苧洞里（チョドンリ）から1.3km離れた水深434m地点でドンスコイを発見したと発表。ドンスコイは、金貨や金塊5000箱など150兆ウォン（約15兆円）を積載していた宝船であるとして話題となった。しかしながらこの計画の資金源は、シニルグループ・ドンスコイ号国際取引所がドンスコイに積まれている金貨を裏付けとして発行する仮想通貨「シニルゴールドコイン」の販売によるものであり、通貨購入者らは船が引き揚げられる保証も金塊があるという証拠もないとして、同年7月21日までにシニルグループ詐欺被害者の会が立ち上がった。
10月15日、韓国警察はシニルグループが出資金を集めたことは詐欺であるとして、元副会長ら2名を逮捕。行方がつかめない実質的経営者を国際手配とした。
なお、積まれていたとされる金品に関しては確実な情報がある訳ではなく、また、何故戦闘艦に、しかもスペースの少ない巡洋艦にそれだけの金品が積まれていたのか等、様々な物議を醸した。

## 参考図書
- 「Conway All The World's Fightingships 1860-1905」（Conway）